# Comté d'Antrim (Michigan)
Pour les articles homonymes, voir Comté d'Antrim.
Le Comté d'Antrim (Antrim County en anglais) est un comté situé dans le nord de la péninsule inférieure de l'État du Michigan. Son siège est à Bellaire. Selon le recensement de 2000, sa population est de 23 110 habitants.

## Géographie
Le comté a une superficie de 1 559 km2, dont 1 235 km2 est de terre.

### Comtés adjacents
- Comté de Charlevoix (nord)
- Comté d'Otsego (est)
- Comté de Kalkaska (sud)
- Comté de Grand Traverse (sud-ouest)